# Eleguis (município)
Eleguis (em armênio: Եղեգիս; romaniz.: Ełegis) é um município da província da Vaiose Zor, na Armênia. Foi criado em 9 de junho de 2017, pelo projeto de lei sobre a ampliação das comunidades na Assembleia Nacional da República da Armênia. Sua capital é a aldeia de Xatim.

## Geografia
Eleguis possui 1 372 hectares de terras, dos quais 157 são propriedades dos cidadãos, incluindo 62 hectares de terras familiares e 95 de terras agrícolas. As terras restantes são terras comunitárias e 36 hectares são terras estatais (pastagens, campos de feno). A sede do município fica a 18 quilômetros de Eleguenazor, a capital da província de Vaiose Zor, e 135 quilômetros de Erevã, a capital do país.

### Subdivisões
O atual município de Eleguis foi fundado com a união dos municípios extintos de Alenjazor, Artabuinque, Goltanique, Eleguis, Tarratumbe, Quermom, Corbatel, Corse, Xatim, Sali, Vardacovite e Caragluque. Nele há 12 assentamentos:
- Alenjazor (Աղնջաձոր, Ałnjadzor)
- Artabuinque (Արտաբույնք, Artabuynk’)
- Caragluque (Քարագլուխ, K’aragluχ)
- Corbatel (Հորբատեղ, Horbateł)
- Corse (Հորս, Hors)
- Eleguis
- Goltanique (Գողթանիկ, Gołt’anik)
- Quermom (Հերմոն, Hermon)
- Tarratumbe (Թառաթումբ, T’aṙat’umb)
- Sali (Սալլի, Salli)
- Vardacovite (Վարդահովիտ, Vardahovit)
- Xatim (Շատին, Šatin)